# Montecorice
Montecorice  (detto Mundacorici in dialetto cilentano) è un comune italiano di 2 588 abitanti della provincia di Salerno in Campania.

## Geografia fisica

### Territorio
Centro agricolo del basso Cilento, situato sul versante rivolto al Tirreno della catena costiera che culmina con il monte della Stella (1131 m). L'abitato sorge in pendio, in una conca del fianco destro della valle del rio Roviscelli. Agnone sorge sul mare, lungo la regionale 267 del Cilento, al margine di una breve pianura alluvionale formata dalla foce del rio Lavis, nella cui valle si trova Ortodonico.
- Classificazione sismica: zona 3 (sismicità bassa), Ordinanza PCM. 3274 del 20/03/2003.

## Storia
È probabile che il borgo si sia venuto formando intorno al monastero di Sant'Arcangelo, esistente già nel secolo X. Rimase sempre tuttavia un piccolo casale, citato nel 1532 e poi nel 1669 con il nome di Mont'Acorice.
Nel secolo XVIII era possesso della famiglia Giordano con il titolo di ducato.
Durante il Regno di Napoli e il Regno delle Due Sicilie fu un casale amministrato dal comune di Ortodonico. Dal 1811 al 1860 ha fatto parte del circondario di Castellabate, appartenente al Distretto di Vallo del Regno delle Due Sicilie.
Dal 1860 al 1927, durante il Regno d'Italia ha fatto parte del mandamento di Castellabate appartenente al Circondario di Vallo della Lucania.
Nel 1930 il comune cambiò la denominazione in Montecorice e Ortodonico divenne frazione.

## Società

### Evoluzione demografica
Abitanti censiti

## Geografia antropica

### Frazioni
In base allo statuto comunale di Montecorice, le frazioni sono:
- Agnone, è la più nota frazione balneare del comune, provvista anche di porticciolo turistico ben attrezzato e dotato di ogni servizio per la diportistica.
- Case del Conte è un'altra frazione balneare di Montecorice, oggetto dalla fine del 2014 di numerosi lavori di riqualificazione, contigua ad Ogliastro Marina (fraz. di Castellabate) da cui è divisa tramite un torrente, il Rio dell'Arena.
- Cosentini, frazione collinare,con la Confraternita del SS. Rosario di Socia una delle più antiche del Cilento .
- Fornelli, frazione collinare.
- Ortodonico oggi è una frazione collinare di Montecorice, sulla strada che partendo da Agnone, porta a Perdifumo. È uno dei paesi più antichi e con più storia del comune.
- Zoppi è una frazione collinare di Montecorice. Il 13 giugno si festeggia il santo del paese, Sant'Antonio. È la frazione meno popolosa del comune: prime notizie del paese si hanno in un diploma dell'ottobre 1113. Nel 1276 invece il casale di "li Zoppi" era tra quelli che vennero restituiti alla famiglia Sanseverino, come attesta lo storico Ventimiglia.

### Località
Elenco delle località come riportato nello Statuto del Comune di Montecorice:
- Giungatelle, piccola località vicino Case Del Conte.
- Magazzeni
- Mainolfo
- Rosaine
- Roviscelli (Chiariello)
- San Donato
- San Giovanni Alto
- San Giovanni Basso
- San Nicola a Mare, dove è ubicato il porto.
- San Nicola dei Lembi
- Stuorto

## Economia
La principale risorsa è tuttora l'agricoltura (olive, fichi, uva da vino e frutta), l'allevamento del bestiame e la pesca. Vi sono impianti enologici, frantoi oleari e laboratori di prodotti tipici locali: dolciumi, liquori e salumi. 
Il turismo estivo è molto sviluppato nelle frazioni di Case del Conte e Agnone Cilento.

## Infrastrutture e trasporti

### Strade
- Strada regionale 267 Innesto SP 237 (S. Andrea) - bivio Montecorice - bivio Agnone - Innesto SP 15 (Acciaroli)
- Strada provinciale 94 Perdifumo - Agnone Cilento.
- Strada provinciale 95 Innesto SR 267 - Agnone Cilento.
- Strada provinciale 151 Innesto SR 267 (Case del Conte) - Innesto SP 15 (Castellabate).
- Strada provinciale 167 Assunta - Innesto SP 46 (Serramezzana).
- Strada provinciale 265 Innesto SR 267 - Agnone Cilento.
- Strada provinciale 266 Assunta - Cimitero di Montecorice.
- Strada provinciale 271 Innesto SR 267 - Montecorice.
- Strada provinciale 344 Assunta - Cosentini.
- Strada provinciale 374 Montecorice - Fornelli.
- Strada provinciale 399 Ponte Lavis - San Teodoro.

### Porto
- Porto turistico di Agnone

## Amministrazione

### Sindaci
| Periodo          | Periodo          | Primo cittadino      | Partito                                            | Carica  | Note |
| ---------------- | ---------------- | -------------------- | -------------------------------------------------- | ------- | ---- |
| 21 novembre 1993 | 16 novembre 1997 | Giuseppe Tarallo     | Verdi                                              | Sindaco |      |
| 16 novembre 1997 | 26 maggio 2002   | Giuseppe Tarallo     | centro-sinistra                                    | Sindaco |      |
| 27 maggio 2002   | 27 maggio 2007   | Flavio Meola         | centro-destra                                      | Sindaco |      |
| 28 maggio 2007   | 6 maggio 2012    | Flavio Meola         | lista civica                                       | Sindaco |      |
| 7 maggio 2012    | 12 giugno 2022   | Pierpaolo Piccirilli | lista civica di centro-sinistra Montecorice Libera | Sindaco |      |
| 13 giugno 2022   | in carica        | Flavio Meola         | lista civica Insieme per Montecorice               | Sindaco |      |

### Altre informazioni amministrative
Le competenze in materia di difesa del suolo sono delegate dalla Campania all'Autorità di bacino regionale Sinistra Sele.